# Aricia alpiummagna
Aricia alpiummagna är en fjärilsart som beskrevs av Ruggero Verity 1946. Aricia alpiummagna ingår i släktet Aricia och familjen juvelvingar. Inga underarter finns listade i Catalogue of Life.